# Nummi-Pusula

Wappen der ehemaligen Gemeinde Nummi-Pusula

Nummi-Pusula [ˈnumːiˌpusulɑ] ist eine ehemalige Gemeinde im Süden Finnlands. Sie entstand 1981 durch Zusammenlegung der Gemeinden Nummi und Pusula und wurde zum Jahresbeginn 2013 in die Stadt Lohja eingemeindet. Die Einwohnerzahl betrug zuletzt 6193.

## Geografie

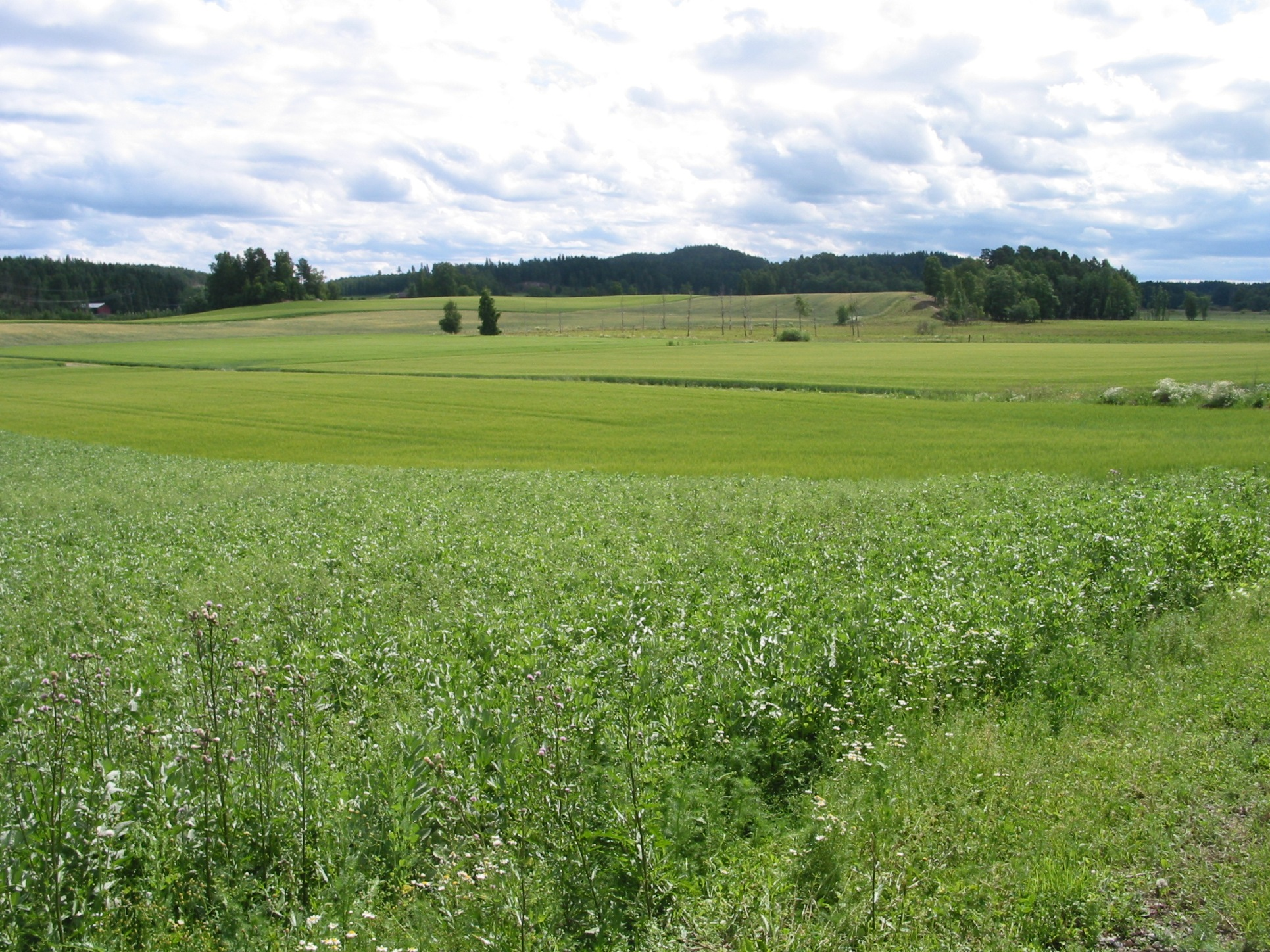
Agrarlandschaft in Nummi-Pusula

Nummi-Pusula liegt im Nordwesten der Landschaft Uusimaa rund 70 Kilometer nordwestlich von Helsinki und 25 Kilometer nördlich der Kernstadt von Lohja. Die Fläche der Gemeinde Nummi-Pusula betrug 505,1 Quadratkilometer (davon 36,8 Quadratkilometer Binnengewässer). Zur ehemaligen Gemeinde Nummi-Pusula gehören vier Siedlungszentren (taajama): Die Kirchdörfer Nummi und Pusula sowie Saukkola und Ikkala. Sitz der Gemeindeverwaltung war Saukkola. Der Süden des Gemeindegebiets wird landwirtschaftlich genutzt, im Norden sind Wälder und Seen vorherrschend.
Die Dörfer der Gemeinde verteilen sich wie folgt auf die beiden ehemaligen Gemeinden:
Nummi

Haarla, Hakula, Heijala, Heimola, Huhti, Hyrsylä, Hyvelä, Immola, Jakova, Järvenpää, Jättölä, Korkianoja, Kovela, Leppäkorpi, Luttula, Maikkala, Mäntsälä, Maskila, Mettula, Miemola, Millola, Mommola, Näkkilä, Nummi, Oinola, Oittila, Pakkala, Pälölä, Raatti, Remala, Retlahti, Röhkölä, Salo, Saukkola, Sierla, Sitarla, Tavola, Varttila, Vivola.
Pusula

Ahonpää, Arimaa, Hattula, Hauhula, Herrala, Hirvijoki, Hyönölä, Hyrkkölä, Ikkala, Karisjärvi, Karjasjärvi, Kärkölä, Kaukela, Koisjärvi, Mäkkylä, Marttila, Pusula, Radus, Seppälä, Suomela, Tausta, Tölli, Uusikylä, Viiala, Vörlö.

## Geschichte
Sowohl Nummi als Pusula waren ab dem 17. Jahrhundert Kapellengemeinden des Kirchspiels Lohja. Der finnische Senat beschloss 1862, Pusula als eigenständige Kirchengemeinde aus Lohja zu lösen, Nummi folgte ein Jahr später. Als 1865 die Verwaltung der Landgemeinden von der Kirchenverwaltung getrennt wurde, wurden Nummi und Pusula zu politischen Gemeinden. 1981 vereinigten sie sich zur Gemeinde Nummi-Pusula. Zum Jahresbeginn 2013 wurde Nummi-Pusula zusammen mit Karjalohja in die Stadt Lohja eingemeindet.

## Wirtschaft und Infrastruktur

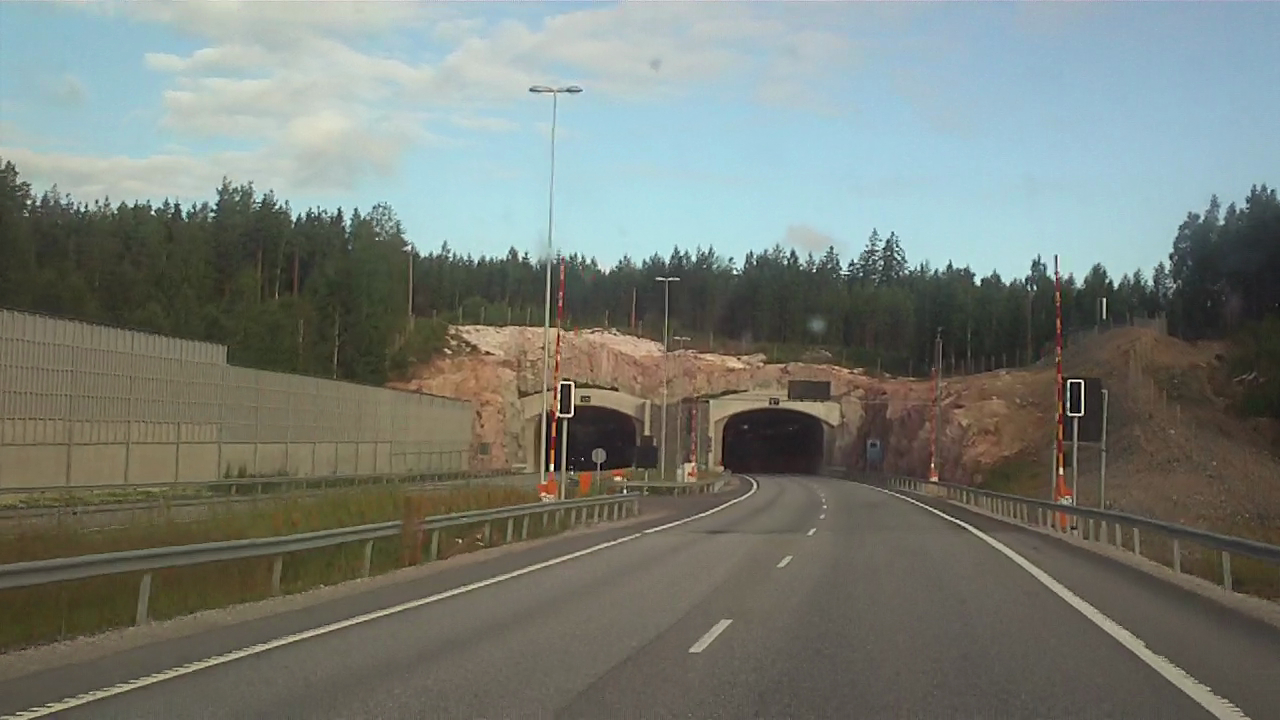
Der Pitkämäki-Tunnel auf der Staatsstraße 1

Nummi-Pusula liegt im Einzugsbereich des Großraums Helsinki. Die autobahnartig ausgebaute Staatsstraße 1 (E 18) von Helsinki nach Turku streift das ehemalige Gemeindegebiet auf Höhe des Ortsteils Saukkola, und auf diesem Weg pendeln viele Einwohner der Gemeinde täglich zu ihren Arbeitsplätzen in Helsinki, Vantaa und Espoo oder im nähergelegenen Oberzentrum Lohja.
Die örtliche Wirtschaftsstruktur ist hingegen kleinstädtisch geprägt, die meisten registrierten Firmen sind Klein- und Kleinstunternehmen. Von den 1660 Arbeitsplätzen in der Gemeinde im Jahr 2000 stellten öffentliche Stellen 436, auf die Land- und Forstwirtschaft entfielen 312 Arbeitsplätze. Die Arbeitslosigkeit lag im März 2007 mit 7,6 Prozent etwa im Landesdurchschnitt.
Größter privater Arbeitgeber ist der Hydraulikhersteller Nurmy Hydraulic Oy mit rund 150 Beschäftigten. An seinem Standort im Ortsteil Ikkala stellt das Unternehmen Großzylinder für industrielle Hydraulikanlagen her, der Unternehmensbereich Nutzfahrzeughydraulik wurde 2006 in das ebenfalls in Ikkala ansässige Tochterunternehmen Nurmi Auto Oy überführt. Das zweite größere Industrieunternehmen ist mit 60 Beschäftigten die Oy Pumppu-Lohja AB, die industrielle Pumpen- und Filteranlagen entwickelt. Die beiden genannten Unternehmen haben sich erst in den 1990er Jahren in Nummi-Pusula niedergelassen. Zuvor hatte es in der Gemeinde einige Unternehmen der Textilindustrie gegeben, der jedoch die Verlagerung der Produktionsstandorte ins billigere Ausland ein Ende bereitete. Die Gemeindeverwaltung ist bestrebt, durch die Erschließung eines Industriegebiets am Rande der Staatsstraße weitere Unternehmen nach Nummi-Pusula zu locken.

## Kultur und Sehenswürdigkeiten

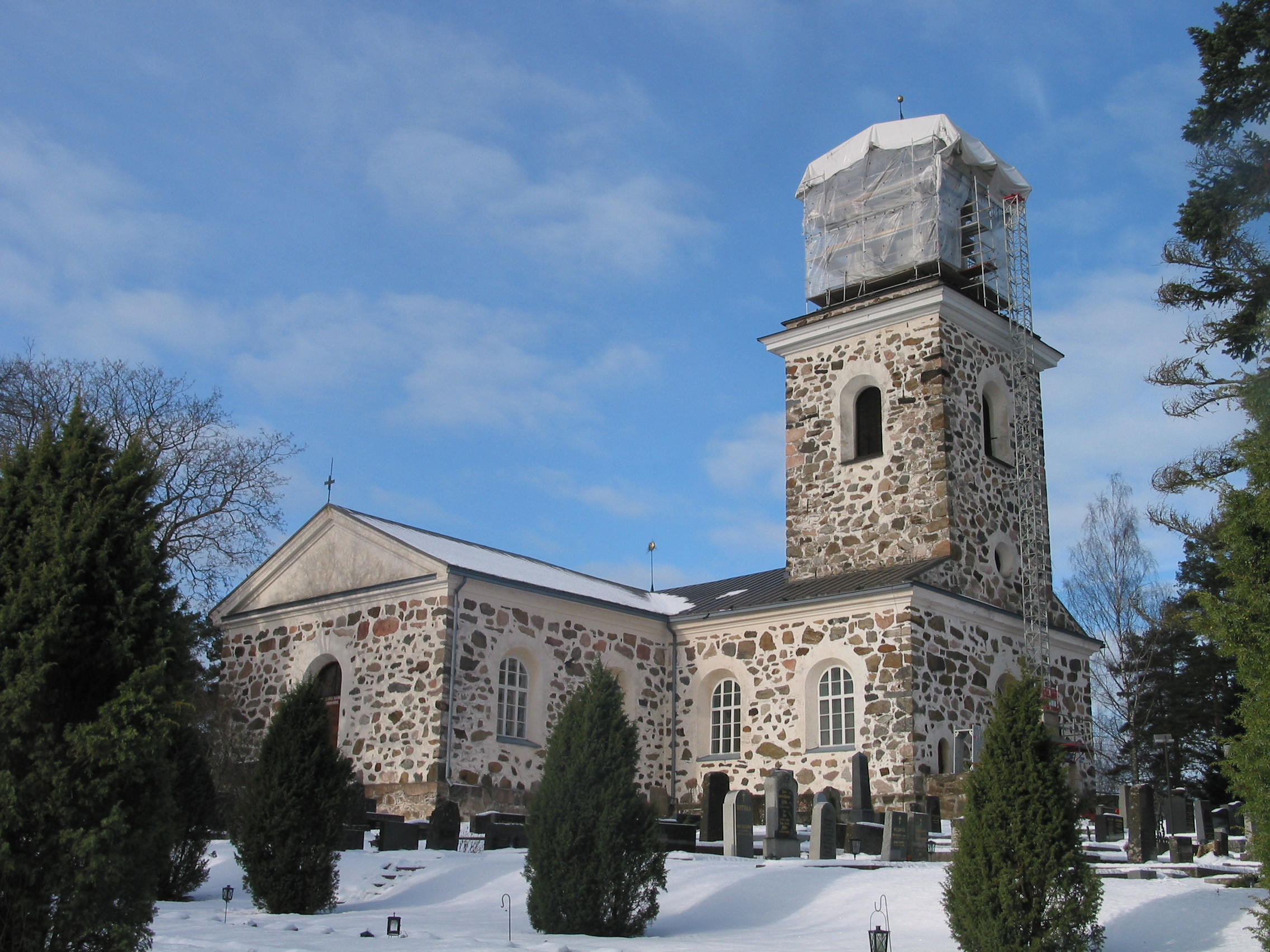
Die Kirche von Nummi

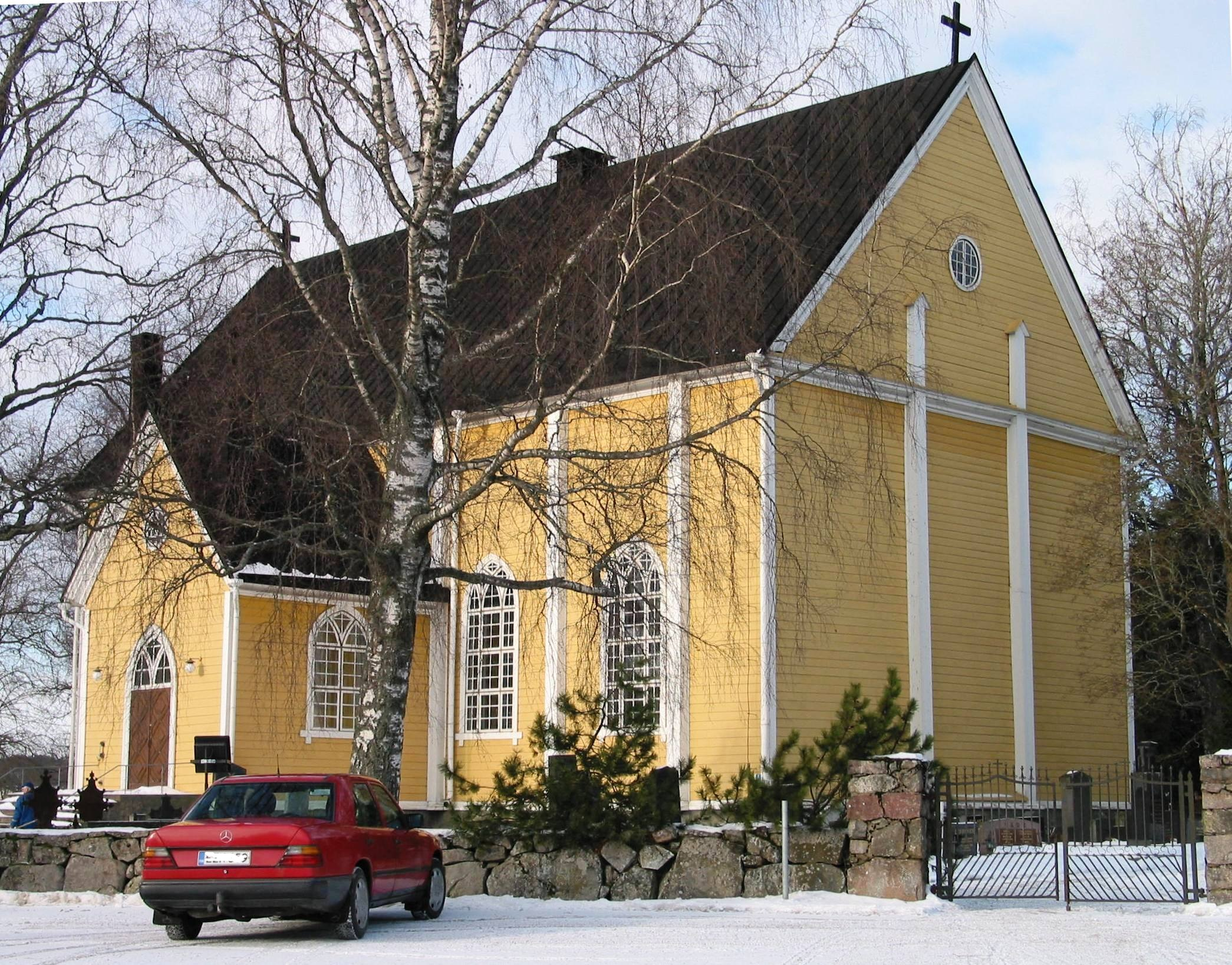
Die Kirche von Pusula

Zu den architektonischen Sehenswürdigkeiten von Nummi-Pusula gehören die drei Kirchen der Gemeinde: Die Kirche von Nummi wurde im Jahr 1822 nach Plänen von A. N. Edelcranz fertiggestellt. Die neoklassizistische Kreuzkirche zeichnet sich durch die Nutzung von Feldstein, einem für jene Architekturepoche seltenen Baustoff, aus. Die Kanzel im Kircheninneren stammt noch aus dem hölzernen Vorgängerbau aus dem Jahr 1635. Noch älter ist das Kruzifix der Kirche, das wohl aus dem späten 14. Jahrhundert stammt. Zusammen mit einigen umgebenden Bauten aus dem 18. und 19. Jahrhundert ist das Ensemble des Kirchdorfs Nummi ins finnische Denkmalschutzregister eingeschrieben. Die von Henrik Andsten entworfene Holzkirche von Pusula wurde im Jahr 1838 geweiht. Sie erwies sich aber bald als Fehlkonstruktion und drohte unter dem Gewicht des überdimensionierten Daches einzustürzen. 1858–1859 wurde die Kirche umgebaut und das Dach um acht Meter abgesenkt. Eine dritte Kirche befindet sich im Dorf Kärkölä. Sie ist ebenfalls in Holz gebaut und stammt aus dem Jahr 1842. Ebenfalls denkmalgeschützt sind die Kulturlandschaften am Zusammenfluss der Flüsse Nummenjoki und Pusulanjoki, am Pusulanjärvi-See und im Bereich der Dörfer Retlahti und Vörlö sowie der aus dem ausgehenden 19. Jahrhundert stammende Kleinpachthof von Myllymäki.
Das Molkereimuseum in Saukkola ist in einer Jugendstil-Molkerei aus dem frühen 20. Jahrhundert untergebracht. Im Gutshof Kovela bei Pusula befindet sich ein Gutshaus- und Handwerksmuseum sowie ein Traktormuseum, in dem einige hundert Traktoren hauptsächlich aus der Zeit zwischen 1920 und 1955 ausgestellt sind. Das im karelischen Stil nachgebaute Blockhaus Hyrsylän mutka dient als Hausmuseum. Es wurde 1983 von der Künstlerin Aira Samulin erbaut, die nach dem Zweiten Weltkrieg aus ihrem Heimatdorf Hyrsylä fliehen musste, als Finnland den Ostteil Kareliens an die Sowjetunion abtrat.

## Wappen
Die Gemeinde Nummi-Pusula trug das Wappen der ehemaligen Gemeinde Nummi. Es wurde von dem Heraldiker Gustaf von Numers entworfen und zeigt im blauen Feld ein silbernes Vorhängeschloss. Das Schloss erinnert an dasjenige, mit dem einst die Zehntscheune des Kirchspiels verschlossen wurde, die lange ein Wahrzeichen der Gegend war.